# Lítium-peroxid
A lítium-peroxid Li2O2 képletű szervetlen vegyület. Az Apollo-program során az űrhajók levegőjében felgyűlt CO2 eltávolítására alkalmazták.

## Előállítása
Hidrogén-peroxid és lítium-hidroxid reakciójával állítják elő, melynek első lépéseként lítium-hidroperoxid keletkezik:
LiOH·H2O + H2O2  →  LiOOH·H2O + H2O
A peroxidot a hidroperoxid dehidratálásával nyerik:
2LiOOH·H2O → Li2O2 + H2O2 + 2H2O
195 °C feletti hőmérsékleten lítium-oxid (Li2O) keletkezése közben elbomlik:
2Li2O2 → 2Li2O + O2

## Felhasználása
Levegőtisztító berendezésekben használják a szén-dioxid megkötésére és oxigén kibocsátására olyan helyeken, ahol a kis tömeg fontos – például űrhajókban:
2Li2O2 + 2CO2 → 2Li2CO3 + O2
Nagyobb mennyiségű CO2-t képes megkötni, mint az azonos tömegű lítium-hidroxid, és további előnye, hogy az abszorpció során dioxigén szabadul fel belőle.

## Fordítás
Ez a szócikk részben vagy egészben a Lithium peroxide című angol Wikipédia-szócikk ezen változatának fordításán alapul.  Az eredeti cikk szerkesztőit annak laptörténete sorolja fel. Ez a jelzés csupán a megfogalmazás eredetét és a szerzői jogokat jelzi, nem szolgál a cikkben szereplő információk forrásmegjelöléseként.